# Sebastián Reyes
Sebastián Tomás Reyes Canelo (El Quisco, Región de Valparaíso, Chile, 6 de marzo de 1994) es un futbolista chileno. Juega de delantero.

## Trayectoria
Oriundo de El Quisco partió jugando de manera amateur en el Municipal El Quisco, siendo parte de la selección local y reforzaría al combinado de Limache. Después estaría tres años sin jugar fútbol pero al ir a un cuadrangular sería visto por Domingo Sorace quien lo invitó a probarse en Santiago Wanderers donde quedaría seleccionado. Ya en las cadetes caturras sería siempre titular daría el salto al primer equipo de manera oficial a mediados del 2013 luego de ser el goleador de su equipo en la categoría sub-19 y después de haber jugado algunos partidos amistosos frente a selecciones amateur y contra Deportes Limache.
Su primera convocatoria fue en la primera fecha de la Copa Chile 2013/14 donde no saldría de la banca, pero si, lograría debutar a la fecha siguiente frente a San Luis de Quillota anotando de inmediato su primer gol como profesional. Luego de su debut volvería a bajar a las divisiones inferiores donde saldría campeón de la categoría Sub-19, lo que le significaría volver al plantel de honor sumándose a la pretemporada 2014/15 donde llegaría a jugar tres partidos, debido a esta poca continuidad parte a préstamo a San Antonio Unido de la Segunda División Profesional.
Con el SAU tomaría regularidad anotando su primer gol frente a Trasandino para al final ser uno de los goleadores del equipo con cinco goles pese a perderse algunos partidos, finalmente ayudaría a que su equipo obtuviera un subcampeonato esa temporada. Ya para mediados del 2016, finalizada su cesión de un año, regresaría a su club formador redebutando con un gol frente a Deportes La Serena en un encuentro válido por la Copa Chile, luego de ello permanecería en el plantel porteño pero vería mermada su participación debido a una lesión que lo afectaría por todo el Apertura.
Luego de recuperase de su lesión permanecería entrenando con el plantel de Santiago Wanderers sin ser tomado en cuenta por los entrenadores de turno siendo definitivamente desvinculado del club a mediados de 2018.

## Estadísticas

### Clubes
| Santiago Wanderers · Chile                                                   |               |               |    |    |    |    |    |    |    |      |      |
| 1.ª                                                                          | 2013-A        | 1             | 0  | 4  | 1  | -- | -- | 5  | 1  | 0.20 |      |
| 1.ª                                                                          | 2014-C        | --            | -- | -- | -- | -- | -- | -- | -- | --   |      |
| 1.ª                                                                          | 2014-A        | 1             | 0  | -- | -- | -- | -- | 1  | 0  | 0.00 |      |
| 1.ª                                                                          | 2015-C        | 2             | 0  | -- | -- | -- | -- | 2  | 0  | 0.00 |      |
| 1.ª                                                                          | 2016-A        | 2             | 0  | 1  | 1  | -- | -- | 3  | 1  | 0.33 |      |
| 1.ª                                                                          | 2017-C        | --            | -- | -- | -- | -- | -- | -- | -- | --   |      |
| 1.ª                                                                          | 2017-T        | --            | -- | -- | -- | -- | -- | -- | -- | --   |      |
| 2.ª                                                                          | 2018          | --            | -- | -- | -- | -- | -- | -- | -- | --   |      |
| Total club                                                                   | Total club    | 6             | 0  | 5  | 2  | -- | -- | 11 | 2  | 0.18 |      |
| San Antonio Unido · Chile                                                    |               |               |    |    |    |    |    |    |    |      |      |
| 3ª                                                                           | 2015/16       | 26            | 5  | -- | -- | -- | -- | 26 | 5  | 0.19 |      |
| Total club                                                                   | Total club    | 26            | 5  | -- | -- | -- | -- | 26 | 5  | 0.19 |      |
| Total carrera                                                                | Total carrera | Total carrera | 32 | 5  | 5  | 2  | -- | -- | 37 | 7    | 0.18 |
| (1) Incluye datos de Copa Chile. (2) No incluye goles en partidos amistosos. |               |               |    |    |    |    |    |    |    |      |      |

### Resumen estadístico
|                                       | Partidos | Goles | Promedio |
| ------------------------------------- | -------- | ----- | -------- |
| Primera División de Chile             | 6        | 0     | 0.00     |
| Segunda División Profesional de Chile | 26       | 5     | 0.19     |
| Copa Chile                            | 5        | 2     | 0.40     |
| Total                                 | 37       | 7     | 0.18     |